# مینیاتور (تذهیب)

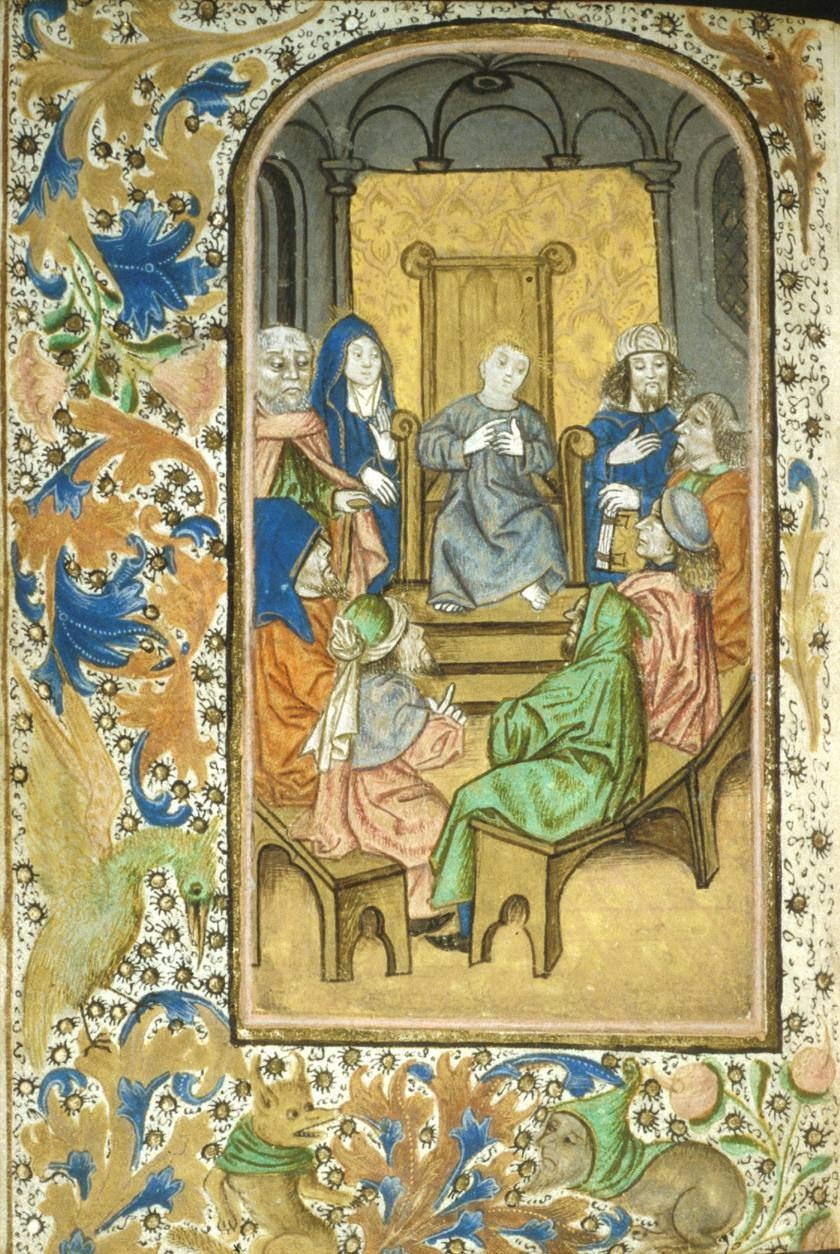
مینیاتوری از مریم، یوسف نجار و عیسی. اواخر قرن پانزدهم

خرد نگارگری (به فرانسوی: Miniature) (یا مینیاتور با ریشهٔ لاتین minium/خاک سرخ، سرب قرمز)، به تصویری از تاریخ باستان یا دست‌نویس آراست‌های (تذهیب) قرون وسطی گفته می‌شود؛ نمونه‌ای ساده که برای تزئین کتاب‌ها در آن دوران با کمک رنگ‌دانه‌های گرم تهیه می‌شد. به‌طور کلی از اوایل سده‌های میانه تا ورود به مرحله دوم، دورهٔ جدیدی آغاز کنندهٔ ریشه‌شناسی موشکافانه برای شناخت مفهوم کلی و رهایی از سردرگمی به وجود آمد و نتیجهٔ آن استفاده از این سبک در تصویرسازی‌های کوچک و مینیاتور چهره شد، هر چند که از زمان‌های دورتر نیز استفاده‌های کم و جزئی می‌شد.

## تاریخچه

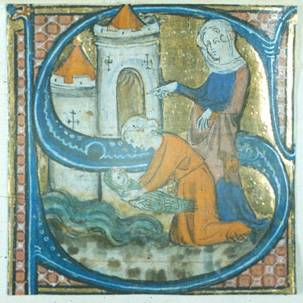
مینیاتوری از موسی بر آب. قرن چهاردهم

سیر تاریخی مینیاتور ایرانی به گذشته‌های دور پیش از ظهور اسلام می‌رسد اما می‌توان گفت زمانی که ایرانیان توانستند در قرن سوم هجری قمری به دربار عباسیان وارد شوند نقاشی ایران پس از یک دوره رکود جانی دوباره گرفت.
مینیاتور ایرانی در واقع نقاشی ایران پیش از ظهور اسلام است که با عرفان و تفکرات اسلامی ادغام گردید و راهی شد برای ظهور جلوه‌های الهی.
آثار مینیاتور نفیسی در دوره عباسیان خلق شد که متأسفانه بخش عظیمی از این آثار در طی حملات مغول در سده‌های هفتم و هشتم از بین رفت.
در دوره ایلخانیان که اوضاع کشور به آرامش نسبی دست یافت گام‌هایی در راه پیشرفت هنر برداشته شد من جمله تأسیس ربع رشیدی در شهر تبریز پایتخت آن زمان که مکانی مناسب جهت بروز استعدادهای هنرمندان و خوشنویسان و دانشمندان شد.
کارگاه‌هایی برای خلق نسخ خطی و مصور سازی آن‌ها در ربع رشیدی وجود داشت. مکتب تبریز در این دوران به اوج شکوفایی خود رسید و آثار برگزیده‌ای همچون شاهنامه فردوسی و شاهنامه دموت در این دوران خلق شد. با گذشت زمان مینیاتور ایران دستخوش تغییرات زیادی شد و مکاتب گوناگونی با خصوصیات خاص خود شکل گرفت که از آن جمله است:
- مکتب شیراز
- مکتب هرات
- مکتب تبریز
- مکتب قزوین
- مکتب اصفهان

## مکتب شیراز
مکتب شیراز را می‌توان در دو دوره بررسی کرد. دوره اول سدهٔ هشتم هجری قمری و دیگری سده نهم هجری قمری. دوره اول همزمان با رونق نگارگری در تبریز بود. یکی از دلایل شکوفایی هنر نگارگری در سده هشتم شیراز را می‌توان بر کنار ماندن این منطقه از حملهٔ مغولان دانست. از معروفترین آثار آن دوران نگاره‌های ورقه و گلشا می‌باشد.
دوره دیگر مکتب شیراز یعنی قرن نهم هجری قمری با حمایت نوادگان تیمور اسکندر سلطان و ابراهیم سلطان از هنرمندان، جانی دوباره یافت.
در این دوران هنرمندانی از سمرقند و هرات به شیراز آمدند که باعث پختگی مکتب شیراز شدند. از مشخصه‌های نقاشی شیراز در اوج شکوفایی می‌توان به استفاده از رنگ‌های روشن و نقوش تزیینی و طراحی ماهرانه‌تر پیکرها و قلم‌گیری ظریف صخره‌ها اشاره کرد.
بهترین نمونه‌های نگاره‌های آن زمان نسخه‌ای از خاوران نامه به تاریخ ۸۸۲ هجری قمری و نسخهٔ جنگ اسکندر سلطان می‌باشد.

## مکتب هرات

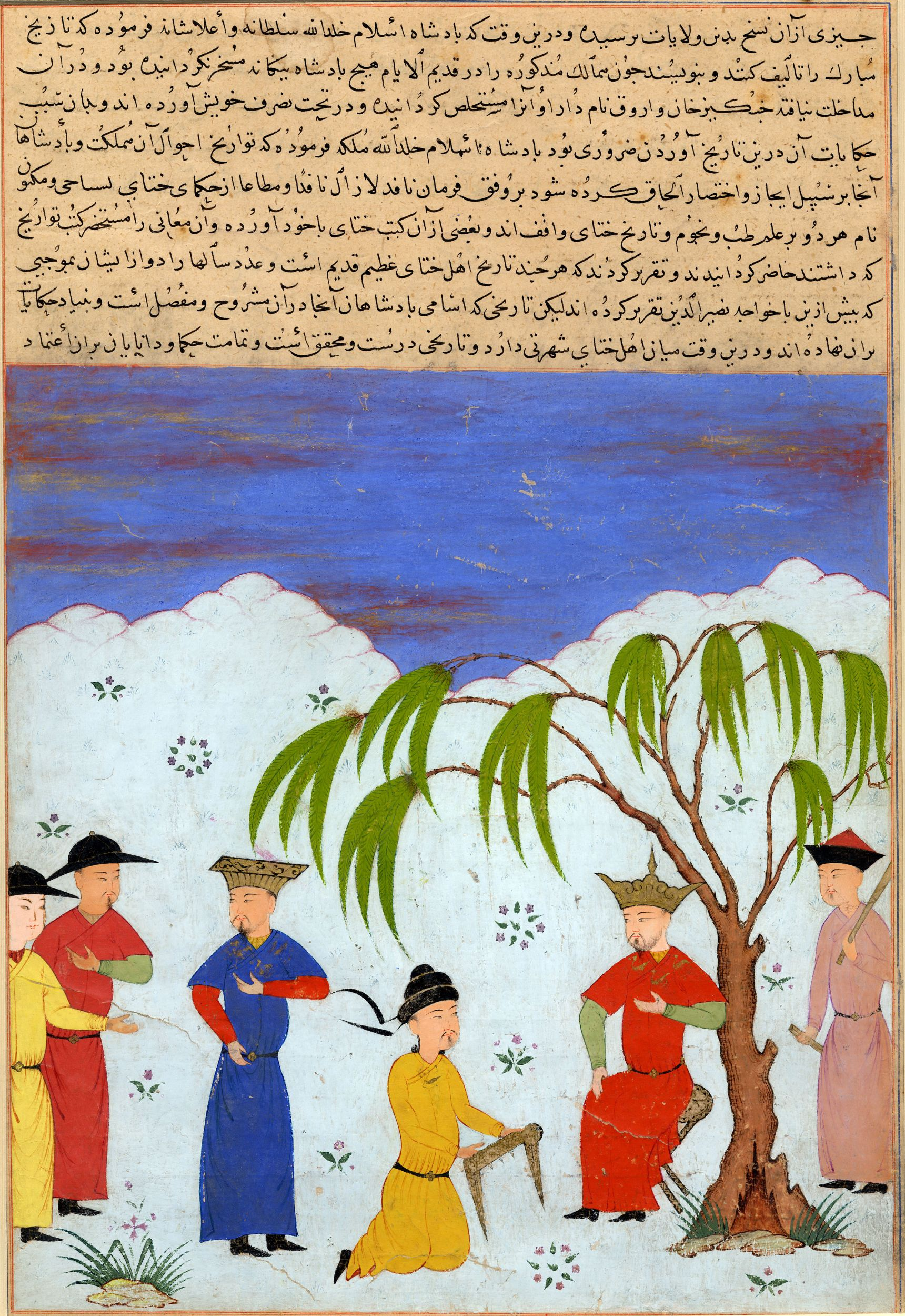
Majma' al-Tavarikh 001

شاهرخ فرزند تیمور پس از فوت پدرش (۸۰۷ ه‍.ق) در هرات به سلطنت نشست و تا سال ۸۵۰ هجری قمری در آنجا حکومت کرد. او پس از تثبیت موقعیتش به‌آباد سازی هرات و سایر شهرها پرداخت و فرصتی برای توسعه هنر فراهم کرد. مجمع التواریخ حافظ ابرو نمونه بسیار خوبی است که از مکتب هرات بجا مانده‌است.
همزمان با حکومت شاهرخ پسرش بایسنقر میرزا زبده‌ترین هنرمندان نقاش و صحاف و مذهب و خوشنویس را در کارگاه کتاب آرایی خود گرد هم آورد. از آنجا که بایسنقر میرزا خود ادیب و خوشنویس بود با حمایت‌های خویش گامی مؤثر در اعتلای مکتب هرات برداشت. دو نمونه از آثار برگزیده آن زمان کلیله و دمنه و شاهنامه بایسنقری می‌باشد.
از هنرمندان نگارگر آن زمان می‌توان به مولانا علی و مولانا قیام‌الدین و امیرخلیل اشاره نمود. از دیگر آثار مکتب هرات معراج نامه میرحیدر می‌باشد که در کتابخانه ملی پاریس نگهداری می‌شود.
در نیمهٔ سده نهم هجری قمری پس از فوت شاهرخ تا به سلطنت رسیدن سلطان حسین بایقرا (۸۷۲ ه‍.ق) فعالیت هنرمندان دچار رکود شد. سلطان حسین پس از به سلطنت رسیدن به کمک وزیر دانشمند و ادیب خود میرعلی شیر نوایی هنرمندان و ادیبان بزرگ را در دربار خود گردهم آورد و باعث اوج‌گیری فعالیت‌های هنری و ادبی شد.
از هنرمندان آن دوره می‌توان به امیر روح‌الله میرک شاه مظفر و کمال الدین بهزاد اشاره کرد.

## مکتب تبریز در دوران صفوی
سلسلهٔ صفوی را می‌توان دوران تحول تاریخی_فرهنگی و شکوفایی هنر ایرانی دانست. شاه اسماعیل صفوی اولین پادشاه این سلسله بود که نقش بسزایی در اعتلای هنر آن زمان ایفاکرد. از جمله کارهای مهمی که وی انجام داد می‌توان به بردن کمال‌الدین بهزاد و دیگر هنرمندان به تبریز و منصوب نمودن بهزاد به سمت کلانتر کتابخانه و رونق بخشیدن به کارگاه‌های سلطنتی تبریز اشاره کرد.
از مکتب تبریز دوران صفوی آثار ارزشمندی بجا مانده‌است از جمله شاهنامه فردوسی و خمسه نظامی. این مکتب تأثیرات عمیق خود را بر نقاشی قزوین، مشهد، هرات، اصفهان و شیراز گذاشت و حتی می‌توان این تأثیر را بر نقاشی بخارا، هند و ترکیه نیز به خوبی مشاهده کرد.

### مشخصه‌های نقاشی این دوران
طراحی قوی پیکره‌ها در حالات مختلف، پوشش‌های رنگین، ترکیب بندی‌های استادانه، تزیینات معماری با نقوش هندسی و گیاهی، آسمان لاجوردی، ابرها و پرندگان زیبا.
برجسته‌ترین هنرمندان آن دوران: سلطان‌ محمد، آقامیرک، میرمصوّر، شیخ‌زاده، دوست‌محمد، دوست دیوانه، میرزاعلی فرزند سلطان‌محمد، میرسیدعلی فرزند میرمصوّر، مظفرعلی، خواجه‌عبدالصمد، خواجه‌عبدالعزیز، شیخ‌محمد، قدیمی، عبدالوهاب و …

## مکتب قزوین
شاه اسماعیل‌دوم علی‌رغم کوتاهی‌هایی که در دوران سلطنت خود به بار آورد برخی از نگارگران تبریز، مشهد و شیراز را برای احیاء کتابخانهٔ سلطنتی و کارگاه مصورسازی به قزوین فراخواند و دستور ساخت نسخه‌ای از شاهنامه را به آنان داد. از جمله هنرمندان این شاهنامه: سیاوش گرجستانی، صادق بیگ‌افشار، علی‌اصغر کاشانی و میر زین‌العابدین و مراد.
اما در دوران سلطنت برادر شاه اسماعیل، سلطان محمد خدابنده، کارگاه‌های مصورسازی مجدداً از رونق افتاد این امر از طرفی سبب پراکنده شدن و مهاجرت مجدد هنرمندان از قزوین و از سوی دیگر موجب گرایش سایر هنرمندان به آثار کم هزینه و ساده گردید. بعد از خدابنده عباس میرزای هفده ساله به سلطنت رسید. وی چهل و دو سال حکومت کرد. او به معماری و شهرسازی و نقاشی اهمیت زیادی می‌داد و هنرمندان را حمایت می‌کرد.
از جمله کارهای مهم او منصوب نمودن صادقی بیگ افشار، شاعر و نقاش مجرب به سمت مدیر کتابخانهٔ سلطنتی بود. آثار مهم آن دوران شاهنامه قوام، شاهنامه قاسمی و کتاب أحسن الکبار می‌باشد.

## مکتب اصفهان
اواسط سده یازدهم، همزمان با انتقال پایتخت از قزوین به اصفهان، هنرمندان قزوین و سایر شهرهای مهم به این شهر روی آوردند.
علاوه بر رونق کارگاه‌های نقاشی، دیوارنگاری برای تزیین کاخ‌ها و عمارت‌ها رواج فراوان یافت. در دوران سلطنت شاه عباس عواملی همچون انتقال ارمنی‌های جلفا به اصفهان و گسترش روابط سیاسی و تجاری به کشورهای اروپایی و هندوستان باعث شد برخی خصوصیات نقاشی غرب به نقاشی ایران راه یابد. حتی بعضی نقاشان اروپایی به دربار اصفهان آمدند از جمله لوکاس وان سولدو، فیلیپ آنجل و لوکار.
در این دوران علاوه بر کتاب‌آرایی و دیوارنگاری و رقعه که منحصراً توسط دربار حمایت می‌شد سفارش‌هایی از جانب تجار و متمولین به هنرمندان نقاش ارجاع می‌گردید که این عامل خود سبب رونق رقعه سازی با هزینه‌های مختصر شد. شاخصه اینگونه آثار استفاده کمتر از رنگ‌ها و حتی تنها طراحی با پس زمینه چند شاخ و برگ و ترسیم خطی، مقداری ابر بدون رنگ آمیزی.
موضوعات: پیکر شاهزادگان، نجبا زن و مرد جوان که خود عاملی شد برای رونق چهره سازی و توجه بیشتر به طراحی اندام انسان‌ها و در نتیجه رعایت دقیق‌تر تناسبات و شبیه‌سازی. معروف‌ترین نقاش این دوره رضا عباسی بود. از میان نسخه‌های مصور و رقعه‌هایی که تحولات نقاشی مکتب اصفهان را نشان می‌دهد می‌توان به کتاب عالم‌آرای شاه‌اسماعیل و کتاب ابومسلم‌نامه اشاره کرد که هر دو متعلق به موزه رضا عباسی می‌باشد.